# Stanford Chaparral
Le Stanford Chaparral est un périodique humoristique publié par les étudiants de l'université Stanford depuis le 5 octobre 1899.

## Histoire
Le Stanford Chaparral est fondé en 1899 par Bristow Adams. Publié depuis plus de 112 ans, le Chappie est le troisième plus ancien magazine humoristique toujours publié dans le monde après Nebelspalter (depuis 1875) et le Harvard Lampoon (depuis 1876). Le contact le plus récent du magazine avec les médias nationaux et sa collaboration dans The New Yorker par Evan Ratliff en 2004.

## Traditions
Le Chappie est publié six fois pendant l'année académique, ou deux fois par quadrimestre. Il y a de nombreux numéros traditionnels comme le Freshman Number publié au début de l’année scolaire ou le Big Game Number publié pendant la semaine du plus long match de football entre les universités de Stanford et de Berkeley. Au début du printemps, le Chaparral publie traditionnellement une satire annuelle du Stanford Daily, populairement appelée le Faux Daily.
Pendant les élections annuelles des étudiants dirigeants, deux rédacteurs du journal se présentent traditionnellement aux postes de président et de vice-président du comité d'élèves. Malgré ce statut humoristique, certains candidats ont remporté les élections.

## Contributeurs renommés
En plus du fondateur Bristow Adams, le magazine a eu un nombre important de contributeurs renommés comme Chris Onstad, créateur de la bande dessinée en ligne Achewood, le producteur et scénaristes des Simpson, Josh Weinstein, le récipiendaire de la National Medal of Science, Bradley Efron, Louis Padulo, président de l'université de l'Alabama à Huntsville, le romancier Trey Ellis, l'auteur et avocat Daniel Olivas, Bruce Handy, l'éditeur de Vanity Fair et de Spy, Goodwin Knight, gouverneur de Californie, le comédien Doodles Weaver, les animateurs légendaires de Disney, Franklin Thomas et Ollie Johnston, le scénariste, réalisateur et producteur de Disney James Algar, l'acteur Frank Cady et le rappeur MC Lars.